# ラケットベースボール
ラケットベースボールは、通常、バットを使う野球を、ラケットを使うよう、ルールを変化させたもの。ボールも軟式のものが使われたり、グローブは使用されないなど、バット以外にも変更点が見られる。略称はラケットベース。
ボールを上手くバットに当てられない子供向けのものなので、中学生以降ではほとんど行われない。また、「ラケットを使う」ということ以外はハンドベースに準じたルールが適用されるが、時と場合に応じて様々な改変が行われる（例 : 盗塁や三振の廃止）。
体育の授業の一環として行われることも多い。